# (22976) 1999 VY23
1999 في واي 23 (ويعرف أيضًا باسم (22976) 1999 في واي 23 وفق تسمية الكوكب الصغير) (بالإنجليزية: 1999 VY23)‏ هو كويكب ضمن حزام الكويكبات؛ وترتيبه 22976 من حيث الاكتشاف.
اكتُشف هذا الجُرم الفلكي بواسطة Fumiaki Uto ‏ في 13 نوفمبر 1999.

## وصلات خارجية
- (22976) 1999 VY23 في قاعدة بيانات مختبر الدفع النفاث لأجرام النظام الشمسي الصغيرة

- الاكتشاف · مخطط المدار ·  العناصر المدارية · المعلمات المادية

- (22976) 1999 VY23 على موقع ويكي سكاي: DSS2, SDSS, GALEX, IRAS, Hydrogen α, X-Ray, Astrophoto, Sky Map, Articles and images